# 다비드 비야
다비드 비야 산체스(스페인어: David Villa Sánchez, 1981년 12월 3일 ~ )는 스페인의 전직 축구 선수로, 포지션은 스트라이커였다.
유년 시절에 부상을 극복한 그는 스포르팅 히혼에서 프로 무대에 첫 선을 보였다. 그는 2시즌 후, 레알 사라고사로 이적하여 라 리가에 데뷔하였으며, 코파 델 레이와 수페르코파 데 에스파냐라는 첫 두개의 성인 무대 우승컵을 획득하였다. 2005년, 그는 €12M의 이적료에 발렌시아로 이적하였고, 2007-08 시즌 발렌시아의 코파 델 레이 우승 주역이 되었다. 2010년, 그는 €40M의 이적료에 바르셀로나로 이적하여 자신의 첫 라 리가와 UEFA 챔피언스리그 우승을 경험하였다.
2005년, 비야는 국제경기 데뷔를 치르었다. 그는 이 때를 기점으로 3개의 주요 대회에 참가하며, 스페인의 UEFA 유로 2008과 2010년 FIFA 월드컵의 우승 주역이 되었다. 그는 2006년 FIFA 월드컵에서 3골을 득점하였고, 유로 2008 득점왕이었으며, 2010년 FIFA 월드컵의 실버슈 수상자이다. 그는 스페인 국가대표팀 역사상 최초로 국제경기에서 50골 이상을 득점한 선수이며, 스페인 국가대표팀의 역대 최다 득점자로 스페인의 월드컵 역사상 최다 득점자로도 이름을 올리고 있다. 출전 경기수 대비 골 비율로, 그는 알프레도 디 스테파노 이래 국가대표팀의 최고치를 기록하고 있다.

## 유년기와 초기 경력
비야는 스페인 북부 지역 아스투리아스 랑그레오의 작은 마을인 투이야 출신으로, 광부인 호세 마누엘 비야의 아들이다. 그는 4세때 오른쪽 다리의 넙다리뼈에 금이 가면서 축구 선수가 되기 위한 기회에 큰 위협을 받았으나, 완전히 회복하였다. 이 부상으로, 그와 그의 아버지는 왼쪽 다리의 힘을 강화시키는데 힘을 썼고, 그에 따라 비야는 양발잡이가 되었다. 그는 그의 아버지의 꾸준한 지원을 회상하며: "제가 4살 때 오른쪽 다리를 골절하고 깁스를 맬 당시, 그는 옆에서 공을 계속해서 던지고 던지며, 왼쪽 다리로 공을 차도록 했어요. 저는 아버지가 불참한 훈련 세션이 한번도 잘 기억나지 않지요. 저는 축구장에서 혼자였던 적이 없었습니다."
비야는 14세가 되었을 때 감독과 멀어져 환멸감을 느끼고 축구를 거의 그만두려 한 것을 인정하였다. 그러나, 그의 부모의 격려로, 그는 꿈을 계속 쫓아 나갔고, 그가 재능으로 먹고 사는데 지장이 없도록 현실화시켰다. "그 당시 단 한푼도 벌지 못하고 시즌 내내 벤치에만 앉아 있었던 저는 아무도 아니였고, 축구에서 빠져나와 친구들과 어울리고 싶었죠" 그는 말하였다. "그러나 제 아버지는 뒤에서 지원하였고, 제 경력의 전환점까지 응원해 주셨습니다." 그는 랑그레오에서 축구 경력을 시작하였고, 17세가 되었을 때 그는 마레오 축구 아카데미에 입학하였다.

## 클럽 경력

### 스포르팅 히혼

#### 2000-2003 시즌
비야는 다수의 아스투리아스 연고의 클럽들의 관심을 받았고, 지역의 대형 클럽들 중 하나인 레알 오비에도는 비야가 키가 너무 작고, 충분한 잠재력이 없다고 판단하였다. 그는 그의 유년시절 우상인 키니의 발자취를 따라 지역 클럽인 스포르팅 히혼에서 입단하였고, 프로무대에서 대 도약을 하였다. 클럽의 유소년팀에서 시작한 그는 2000-01 시즌에 1군에 데뷔하였다. 2시즌 간 25골을 득점한 후, 그는 1군 주전이 되었다. 당시 스포르팅 히혼의 감독이었던 페페 아세발은 비야가 위협적인 존재가 되기에 체력이 부족했었다고 말하였고, 기회를 조금씩 부여하였으며, 비야의 체력을 향상시키기 위한 노력은 "선례에 없을 정도로 열정적이었다"고 덧붙였다.
"그는 양질의 기술을 가졌었습니다. 그의 퍼스트터치는 환상적이었고, 비록 누군가가 이 만큼 할지에 대해서는 불확실합니다만, 그가 재능 있었다고 단언지을 수 있습니다. 그는 수평적으로 영리하게 질주하며, 수비를 농락하고, 그리고 그는 언제나 옳은 결정을 내립니다. 그는 매우 직감적입니다." 

### 레알 사라고사

#### 2003-04 시즌
그는 히혼의 1군에서 1번의 풀 시즌을 보내며 40골에 가까운 득점을 기록하였고, 비야는 스포르팅이 재정난을 겪게 되면서 스페인 1부 리그에서 활약할 기회를 잡았고, 2003년 여름에 새로이 승격한 레알 사라고사가 그를 약 €3M에 영입하였다. 이 스트라이커는 상위 리그에 적응하는데 큰 문제를 겪지 않았고, 사라고사에서의 첫 시즌에 17번 득점하였다. 그의 리그 데뷔전은 그가 이적하고 나서의 사라고사 첫 라 리가 경기로, 팀은 갈리시아 연고의 데포르티보 라코루냐 원정에서 0-1로 패하였으나, 그의 첫 골은 2경기 후에 터졌는데, 레알 무르시아와의 경기에서 그는 8분에 득점하여 사라고사의 리드를 2-0으로 벌렸고, 경기는 3-0 승리로 종료되었다. 2003년 12월 4일, 그는 2-2로 비긴 아틀레틱 빌바오전에서 처음으로 멀티골을 삽입하였고, 2004년 4월 25일에 비야는 4-4로 비긴 세비야 원정에서 해트트릭을 기록하는 것은 물론, 4골을 모두 자신이 득점하였으며, 이 중 두 번의 득점은 팀에게 리드를 가져다 주기도 하였다. 사라고사는 2004년 코파 델 레이 결승전에 진출하였고, 그는 아라곤 연고의 클럽이 레알 마드리드를 상대로 2-1로 리드해 나가는 천금같은 골을 득점하였고, 경기는 3-2 승리로 종료되었다. 국가대표팀 첫 차출과 데뷔 이후, 사라고사는 그의 업적에 대해 자랑스러워 하였고, 그들은 축구 응원가 "이야 이야 이야, 비야 마라비야" ("illa illa illa, Villa maravilla")를 부르기 시작하였는데, "비야" (Villa) 와 "마라비야" (maravilla)의 말장난으로, 여기서 "경이로움"을 뜻하나 "아주 멋진"이나 "굉장한"으로도 해석이 가능하다.

#### 2004-05 시즌
사라고사는 전 시즌의 코파 델 레이 우승으로 UEFA컵 2004-05 진출권이 주어졌으며, 이 대회는 비야가 참가한 첫 유럽대항전이 되었다. 위트레흐트와의 조별 리그 1차전 경기에서, 비야는 시간이 얼마 남지 않은 상황에서 골네트를 갈랐고, 경기는 2-0, 사라고사의 우위로 종료되었다. 16강전에서, 사라고사는 아우스트리아 빈을 상대하였다. 1차전을 1-1로 끝낸 후, 비야는 2차전에서 득점하였으나, 경기가 2-2로 종료되면서 원정 다득점에 밀렸고, 다음 라운드 진출권을 빈 연고의 클럽에게 내주어야 했다. 그 와중에, 라 리가에서 비야는 2004년 9월 23일 바르셀로나와의 캄 노우 원정 경기에서 1-0 선제골을 득점하며 사라고사 팬들을 열광시켰으나, 바르셀로나의 대 역습으로 인해 1-4로 패하였다. 2005년 4월 17일, 비야는 쐐기골로 세비야를 3-0으로 물리치는데 일조하였다.

### 발렌시아

#### 2005-06 시즌
레알 사라고사에서 성공을 거둔 후, 팀은 자금이 필요하게 되었고, 그 결과, 비야는 2005년 여름에 스페인 축구의 거함들 중 하나이며 신임 감독인 키케 산체스 플로레스가 취임한 발렌시아에 €12M의 가격으로 매각되었다. 발렌시아 유니폼으로 갈아입고 나서의 첫 경기인 벨기에의 헨트와의 UEFA 인터토토컵 경기에서 비야는 발렌시아에서의 첫 골을 신고하였고, 팀은 2-0으로 이겼다. 그는 2005년 8월 27일, 1-0으로 승리한 레알 베티스와의 경기에서 교체 출전하며 리그 데뷔전을 치르었다. 그 다음 경기에서 친정팀 레알 사라고사의 경기에서 대체적으로 1-2로 끌려가는 와중에 비야는 루벤 바라하와 81분에 교체 투입되어 1분만에 동점골을 득점하였고, 경기는 2-2로 종료되면서, 발렌시아는 승점 1점을 챙겼다.
9월 21일, 비야는 바르셀로나와의 캄 노우 원정경기에서 극적인 골을 득점하며 발렌시아에 또다시 귀중한 승점 1점을 안겼는데, 한때 빅토르 발데스의 걷어내기가 비야에 리바운드되어 골네트 안으로 빨려들어가면서 한때 발렌시아가 리드를 잡기도 하였다. 10월 23일, 비야는 또다른 스페인 축구의 거함인 레알 마드리드를 에스타디오 산티아고 베르나베우에서 결승골로 격침시켰고, 2006년 2월 12일에는 바르셀로나를 상대로 또다시 득점하였고, 그의 골 한번으로 1-0으로 승리하여 승점 3점을 쟁취하기에 충분하였다. 비야는 2006년 2월 4일, 데포르티보 라코루냐와의 리아소르 원정에서 또다시 득점하였는데, 이 골을 ESPN에서는 "훌륭한"으로 묘사되었으며, 득점 과정의 "터닝"을 더욱 강조한 시드 뢰베는 "그의 최고 (골)"이라고 묘사하였다. 그는 볼을 중앙 부근 (45m 외곽)에서 공을 찼고, 이 공은 키퍼의 머리를 지나 네트를 갈랐다. 2006년 4월 23일, 그는 아틀레틱 빌바오와의 산 마메스 리가 원정 경기에서 5분 간격 (80분과 85분 사이)으로 첫 해트트릭이자 역사상 최단 시간 해트트릭을 기록하였다. 이 시즌동안 그는 발렌시아 소속으로 35번의 리그 경기에서 25번의 득점을 기록하였고, 이 시즌 득점왕에 오른 바르셀로나의 사무엘 에투에 이어 득점 2위에 랭크되었다. 비야가 이 시즌에 기록한 총 득점 횟수는 에드문도 수아레스가 60년도 더 전에 기록한 이래 발렌시아 선수로는 역대 최고이다.

#### 2006-07 시즌
비야는 2006-07 시즌에도 훌륭한 활약을 계속하였고, 전 레알 마드리드의 거물 페르난도 모리엔테스와 공격 듀오를 구축하였다. 비야와 모리엔테스는 모든 대회를 통틀어 43골을 합작하였다. 같은 해, 비야는 UEFA 챔피언스리그에 데뷔하였고; 그의 첫 경기는 0-1로 패한 잘츠부르크와의 경기로 막판에 교체 투입되었다. 그는 2차전에서 선발로 출전하였고, 득점하며 3-0 승리에 일조하였고, 발렌시아는 챔피언스리그 조별 리그 진출에 성공하였다. 로마와 샤흐타르 도네츠크를 상대로 기록한 순도 높은 골은 발렌시아의 16강 진출을 도왔고, 인테르나치오날레와 맞붙게 되었다. 비야는 1차전 원정 경기에서 프리킥으로 득점하였는데, 인테르나치오날레의 수비수 들중 한 명은 비야가 "우리를 바보같이 보이게 만들었고, 그가 혼자 다 하였다."며 불만스러워 하였다. 발렌시아는 8강에 진출하여 첼시를 상대하였다. 비야는 1, 2차전에 모두 출전하였으나, 득점에 실패하였다. 발렌시아는 결국 런던 연고의 팀에 합계 2-3으로 패해 탈락하였다. 2006년 10월, 그는 발롱도르 (올해의 유럽 축구 선수로 흔히 지칭됨) 50인 후보들 중 한명으로 선정되었다.
에스파뇰과의 경기에서의 천금같은 골, 세비야전의 결승골로 비야는 이 시즌에 16골을 기록하였고, 그는 이 시즌의 라 리가에서 최다 득점 6위에 랭크되었으나, (국가대표팀 동료 라울 타무도와 같은 횟수의 득점을 기록) 더 많은 어시스트를 기록하였다.

#### 2007-08 시즌

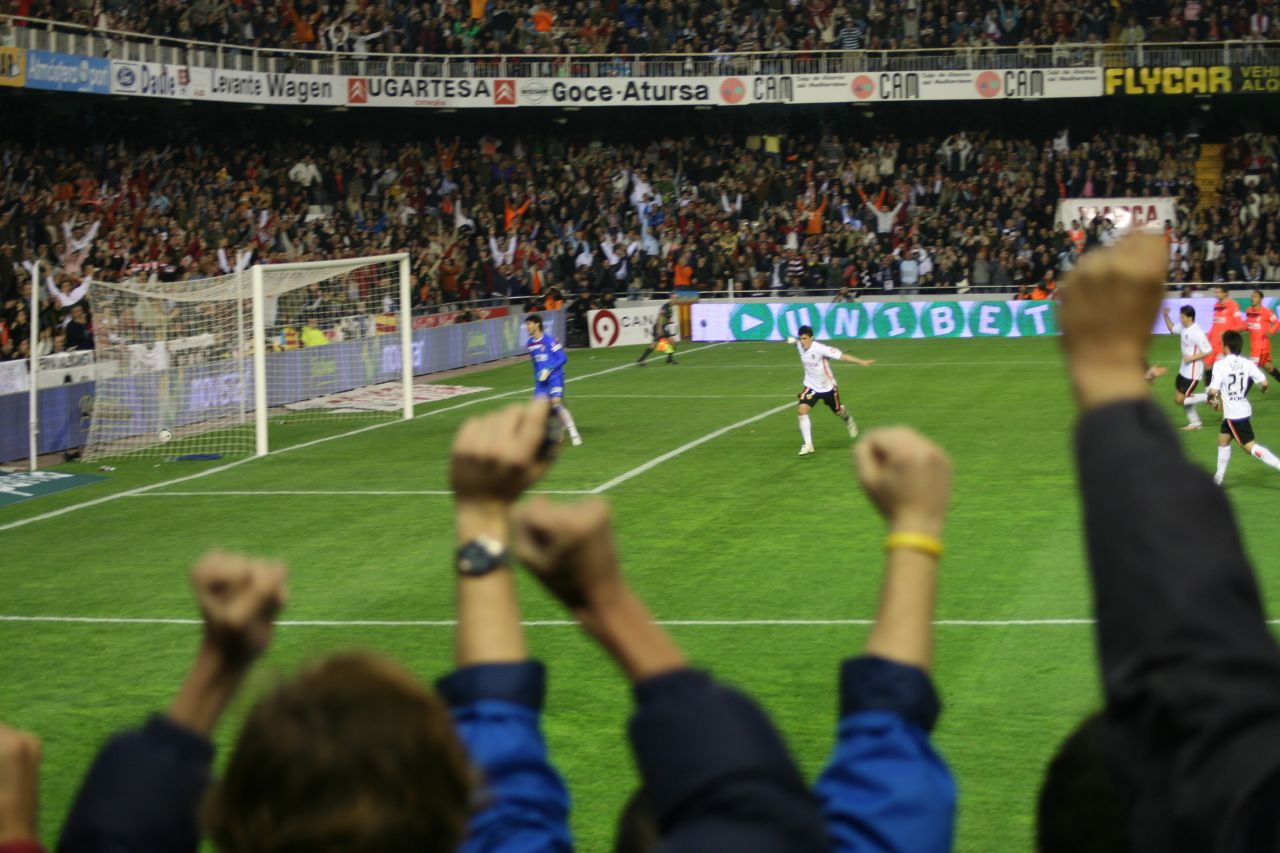
세비야전에서 페널티킥을 성공시킨 다비드 비야.

2007-08 시즌은 비야나 그의 팀 동료에게 있어서 힘든 시즌이었다. 비록 그는 헤타페와의 코파 델 레이 결승전에서 승리하며 발렌시아 소속으로 트로피를 한개 들어올렸으나, 시즌 초에 그들의 지도자였던 키케 산체스 플로레스가 해임되었고, 이후 4월 22일에 성적 부진으로 후임인 로날트 쿠만이 경질당하였다. 쿠만 감독은 시즌 종료 후 알메리아 감독으로 높은 평가를 받은 우나이 에메리 감독으로 교체되었다. 쿠만 감독 하에, 비야는 26경기에 출전하여 18번 득점하였다. 그는 발렌시아 이적 후 처음으로 트로피를 획득하였는데, 그는 개인 통상 두 번째의 코파 델 레이 트로피를 준결승전에서 바르셀로나를 3-2로 이기고, 결승전에서 헤타페를 3-1로 이기면서 획득하였고, 팀은 이로 인해 UEFA컵 진출권을 획득하였다. 시즌 종료 후, 그는 발렌시아와 6년 계약 연장을 하면서, 2014년까지 클럽에 남게 되었다.
이 시즌에, 비야는 또다시 챔피언스리그에서 활약하였다. 그는 1-0으로 이긴 샬케 04와의 경기에서 결승골을 득점하였고, 첼시와의 경기에서 1-0 선제골을 득점하였으나, 조 콜과 디디에 드로그바에게 연달아 실점하며 1-2로 패하였다. 발렌시아는 죽음의 B조에서 최하위로 탈락하였다. 발렌시아 리그 100호 출전 경기에서, 비야는 레반테를 상대로 해트트릭을 기록하였는데; 이는 발렌시아에서의 54, 55, 56호 리그 골이었다. 그는 아틀레티코 마드리드와의 시즌 최종전에서 2골을 추가하며 시즌을 통산 18골로 마무리하였다.

#### 2008-09 시즌
UEFA 유로 2008에서 득점왕을 차지한 후, 비야는 2008-09 시즌에 들어 그 기량을 유지하였는데, 그는 3-0으로 이긴 마요르카와의 시즌 개막 경기에서 시즌 1호골을 득점하였다. 베언트 슈스터 당시 레알 마드리드 감독이 비야 영입에 실패한 후 비야에게 "야망이 없다"라고 비판하였고, 비야는 이에 대해 "축구 야망은 입으로 꺼내는 것이 아니라, 발로 보이는 것이다. 당신은 많은 이유를 대어 가며 비판할 수 있다 - 안 좋은 하루를 보내거나, 기회를 놓치거나, 많은 이유로- 그러나 나는 항상 야망을 가지고 있고 항상 그럴 것이다. 나는 그 이유를 사라고사, 스포르팅, 랑그레오, 그리고 국가대표팀 소속으로 필드 위에서 증명하였다고 생각한다."라고 대응하였다. 2008년 10월, 카카는 카날플뤼와의 인터뷰에서 비야를 "최고의 스페인 축구 선수"라며 찬사를 보냈고 "내가 함께 축구를 하고 싶은 선수는 발렌시아의 다비드 비야."라고 덧붙였다. 2008년 12월 2일, 비야는 2008년 발롱도르 투표에서 최종 7위에 랭크되었고, 2009년 1월 12일에 비야는 국가대표팀 팀 동료이자 바르셀로나 선수인 안드레스 이니에스타와 더불어 2008년 FIFA 올해의 선수 시상식의 2008년 최고의 선수 랭킹에서 공동 9위에 랭크되었다.
"다비드는 놀라운 선수입니다 - 그는 민첩하며, 득점을 하고 용감합니다. 저는 그와 아스널에서 함께 하고 싶습니다. 그는 잉글랜드 리그에서도 훌륭할 겁니다." 
발렌시아는 UEFA컵 조별 리그를 2위로 통과하였으나, 비야는 이 대회에서 많이 출전하지 못하였고, 주로 미출전 교체 요원이거나 막판 교체 선수였다. 그는 마리티무와의 경기에서 막판 결승골을 득점하였고, 디나모 키예프와의 32강전에도 출전하였으나, 득점하는데 실패하였다. 1, 2차전에서 합계 3-3으로 동률을 이루었으나, 원정 다득점 원칙에 따라 다음 라운드 진출권을 디나모 키예프에게 내 주어야 했다.
시즌 중반에 꾸준히 득점을 기록한 비야는 데포르티보 라코루냐에서 득점하였으나; 경기 도중에 다니엘 아란수비아에게 반칙을 하면서 두 번째 옐로카드를 받은 그는 경고 누적으로 퇴장 당하였고, 그 결과 1-2로 패하는 레알 바야돌리드와의 다음 홈 경기에 결장하게 되었다. 징계에서 복귀를 준비하는 과정에, 비야는 왼쪽 무릎 연골에 부분 전위로 인한 염증에 시달리면서 보름 간 추가로 결장하였는데, 그는 누만시아, 레크레아티보 우엘바, 그리고 라싱 산탄데르전을 결장하였다. 2009년 4월 5일, 그는 마침내 복귀하였고, 큰 문제 없이 기량을 회복하였으며, 4-1로 이긴 헤타페전에서 득점하였다. 4월 12일, 비야는 스포르팅 히혼의 홈그라운드이자 그가 프로 무대에 입문한 엘 몰리논으로 귀환하였다. 그는 이 경기가 그에게 있어서 감정적일 것이라 인정하였으나, 팀의 두번째 골을 득점하였고, 경기 전의 약속대로 골 세레머니를 펼치지 않았고, 팀은 3-2 승리를 거두었다. 그의 비야레알전 골은 이 시즌의 리그 26호골이었고, 그는 이후 시즌 최종전인 아틀레틱 빌바오전에서 2골을 추가하며 시즌을 통산 28골로 마쳤고, 아르헨티나인 마리오 켐페스와 몬테네그로인 프레드라그 미야토비치가 각각 1978년과 1996년의 기록과 동률을 이루었다. 켐페스는 34경기에 출전하여 28골을 기록하였으나, 미야토비치는 같은 골 수를 40경기 출전으로 기록하였고, 비야는 결국 33경기 출장 28골의 기록으로 이들보다 높은 득점률인 경기당 0.84골을 기록하였다. 같은 시즌, 비야는 득점 횟수만으로 발렌시아에서의 최고 시즌을 보냈다.
이 시즌까지 합쳐, 비야가 발렌시아에서의 4시즌간 기록한 득점 횟수보다 더 기록한 선수는 에토 (6골 더) 가 유일하였다. 영국의 칼럼니스트 시드 뢰베는 에토가 "비야의 팀보다 129골을 더 넣은 팀에서" 업적을 달성하였고, "대체로 그 [비야] 가 발렌시아의 코너킥과 프리킥을 담당하였으나 - 요점은 좋은 선수일지라도 스스로 자신의 크로스를 헤딩할 수 없다는 것이다." 라며 관심을 환기시켰다. 비야는 28골로 디에고 포를란 (32골) 과 사뮈엘 에토 (30골) 에 이어 라 리가 최다 득점 3위에 랭크 되었다. 발렌시아 선수로써의 최고 통산 골을 60년만에 기록한 그는 2005-06 시즌보다 2008-09 시즌에 3번 더 기록하는데 성공하였다. 28골과 타 대회에서 기록한 3골을 더해서, 비야는 180번의 발렌시아 공식 경기에서 101번 득점에 성공하였다.

#### 2009-10 시즌
"다비드 비야는 경이로운 인물입니다 - 유럽의 최고죠." 
스페인 국가대표팀이 컨페더레이션스컵에서 충격적인 탈락을 경험한 후인 7월 27일, 비야는 휴가를 마치고 언론들이 레알 마드리드, 바르셀로나, 리버풀, 첼시, 그리고 맨체스터 유나이티드와 같은 거함 클럽들과 링크되었다는 보도를 연이어 내는 와중에 복귀하였다. 비야는 "여름 내내 보도 내용에 부인만 하고 보낼 수 없으므로, 조용히 보내고 싶습니다... 저는 발렌시아에 이득이 되기 위해 떠나야 한다고 들었고, 그 이후로 모든것이 바뀌었으며, 제가 여기 바깥에서 활동하는 것을 상상도 못했습니다 - UEFA 유로 2008 이전에, 클럽은 제 값이 얼마면 좋겠냐는지, 그리고 저는 그들이 저를 매각하려는 줄 알았으나, 휴가에서 돌아왔을 때, 비센테 소리아노는 제가 발렌시아를 떠나는 것을 원치 않았습니다. 그것이 제 의혹을 모두 씻어냈습니다. 저는 발렌시아와 스페인 국가대표팀에서 이룬 성과 덕분에 제가 놓친 열차는 한 대도 없습니다." 라며 계약을 끝까지 이행하여 메스타야에 잔류하겠다고 이적성을 일축하였다. 발렌시아 팬들에게 사과해야 하는가에 대한 질문을 받자 그는 "저는 살인한 적 없고, 저는 용서를 빌 필요가 없다고 생각합니다." 라며 대답하였다.
2009년 8월 20일, 비야는 시즌 첫 공식 경기인 스타벡과의 UEFA 유로파리그 예선전에서 1호골을 쏘았고, 팀은 3-0으로 이겼다. 그는 9월 13일 레알 바야돌리드와의 경기에서 멀티골이자 2009-10 시즌의 리그 1, 2호골로 흐름을 이어나갔다. 그는 일주일 후, 2-2로 비긴 친정팀 스포르팅 히혼과의 메스타야 홈 경기에서 2골을 추가하였는데, 이 경기에서 그는 주장 완장을 차고 경기에 임하였다. 경기 종료 후, 비야는 우나이 에메리 감독의 결정에 대해 "후반전의 접근 방식은 옳지 않았습니다. 우리는 방심하였고, 작년과 동일한 결과로 이어졌습니다. 무엇이 발생했던간에, 이미 일어난 일이나, 상대 골키퍼가 잘 하였고, 그와 대조되게, 우리는 잘 하지 못하였습니다." 라며 불만을 표출하였으나, 다음 날, "접근 방법에 대해 말하자면, 저는 팀에 대해 얘기하는 것으로, 저는 진심으로 말했는데, 저는 2점을 잃은 방식에 대해 짜증이 났었고, 저는 제 생각에 대해 말했으나, 해명해야 할 것은 모두 해명했습니다." 라며 에메리를 비난한 것을 부인하였다.
2009년에 그는 스페인 국가대표팀과 발렌시아 소속으로 54번의 공식 경기에 출전하여 43골을 득점하면서 그 어느 선수보다 더 많은 골을 득점하였다. IFFHS는 그를 "2009년 세계 최고의 골잡이" 목록의 4번째에 올려놓았다.
10월 18일, 비야는 발롱도르 후보로 명명되었고, 약 2주 후인 10월 30일, 그는 FIFA 올해의 선수 후보로 선정되었다. 3번의 리그 경기에서 무득점으로 침묵한 후, 비야는 4-1로 이긴 2010년 1월 17일의 비야레알 전에서 멀티골을 득점하였고, 이 중 첫 번째 골은 그의 발렌시아 리그 100호골이었다. 2010년 2월 22일, 그는 헤타페전에서 또다시 멀티골을 득점하였는데, 두 번째 골은 호르디 코디나를 상대로 한 "멋진 치핑" (ESPN의 묘사) 이었다. 3월 14일 발렌시아는 유로파리그에서 베르더 브레멘과 베저슈타디온 원정 경기를 치르었다. 비야는 해트트릭을 달성하였는데, 그의 3번째 골은 7미터 밖에서 쏜 공으로 기록하였다. 경기는 4-4 무승부로 끝나면서 발렌시아가 원정 다득점 원칙에 따라 다음 라운드로 진출하였다. 2010년 5월 4일, 발렌시아는 헤레스를 상대하였는데, 비야는 선발로 출전하지 않았으나, 62분에 교체 투입되었고, 경기는 3-1로 종료되었다. 발렌시아는 리그 2경기를 남겨 두었으나, 비야는 이 두 경기에 모두 결장하였고, 헤레스전은 그의 발렌시아 마지막 경기가 되었다.

### 바르셀로나

#### 2010-11 시즌

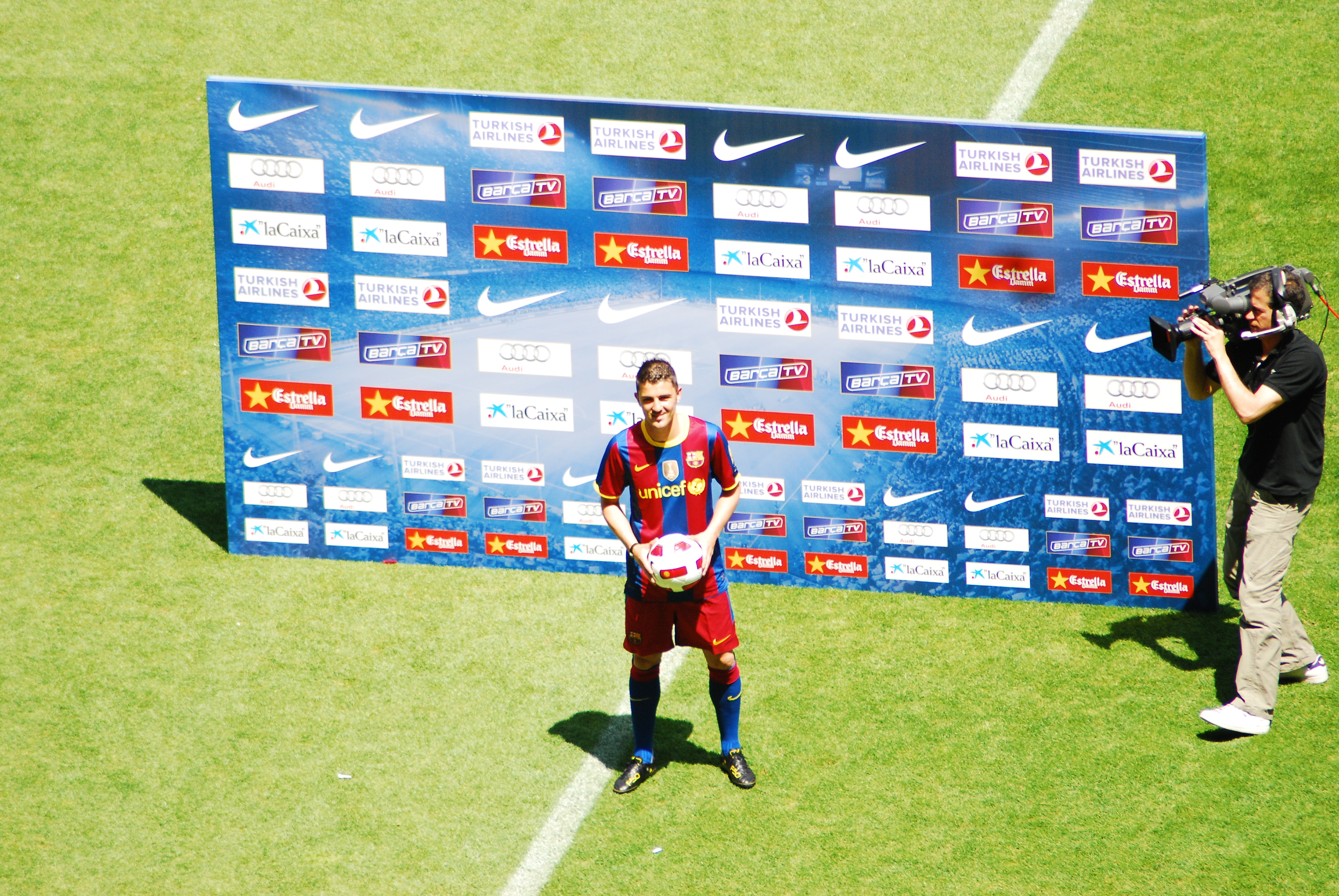
바르셀로나 입단식의 다비드 비야.

2010년 5월 19일, 바르셀로나는 발렌시아와의 협약을 통해, 비야를 €40M에 영입하기로 확정지었다. 비야는 바르셀로나와 4년 계약을 체결하였고, 5년째 계약 조항이 계약서에 포함되었고, 시즌당 €7M의 가치를 가지는 것으로 보고되었으며, 그에 따라 그의 우상들이자 비야와 성향이 비슷하게 스포르팅 히혼에서 데뷔하여 바르셀로나에 도달한 루이스 엔리케와 키니의 발자취를 따라갔다. 2010년 5월 21일, 35,000명의 바르셀로나 팬들이 캄 노우에 웅집하여 비야의 입단식을 관람하였고, 그는 2010-11 시즌에 사용될 바르셀로나 유니폼과 함께 등장하였다. 그는 선호하는 번호이자 2009년에 에이뒤르 그뷔드요흔센이 떠나면서 공석이 된 7번을 받았다. 그는 수페르코파 데 에스파냐 2차전에서 바르셀로나 공식 데뷔전을 가졌는데, 그는 후반전에서 스페인 국가대표팀 동료인 페드로 로드리게스와 교체 투입되었다. 그는 데뷔전에 카탈루냐 연고 클럽 일원으로 첫 우승컵을 획득하였는데, 바르셀로나는 이 경기에서 팀 동료인 리오넬 메시의 해트트릭에 힘입어 4-0 승리를 쟁취하며, 합계 5-3을 만들어냈다. 그의 첫 골은 밀란과의 연간 비공식 경기인 트로페우 호안 감퍼 경기에서 나왔다. 바르셀로나는 정규시간에 1-1로 비긴 후, 승부차기에서 3-1로 승리하였다.
2010년 8월 29일, 비야는 라싱 산탄데르전에서 바르셀로나에서의 라 리가 데뷔전을 소화하였는데, 그는 팀의 3번째 골을 득점하며 3-0 승리에 쐐기를 박았다. 2010년 9월 14일, 비야는 5-1로 이긴 파나티나이코스를 상대로 한 바르셀로나 이적 후의 챔피언스리그 데뷔전에서 승리하였다.
"비야는 피니셔로만 그곳에 서 있지 않는다. 비야는 심도 있게 연계된 플레이를 펼친다. 그 뜻은 열린 공간에 패스 할 준비가 되었다는 것이며, 수비진을 교란시키며 동료 선수들에게 열린 공간을 확보할 수 있도록 한다." 
2010년 10월 31일, 세비야를 상대로 비야는 멀티골을 올리는데 성공하였고, 바르셀로나는 안달루시아 연고 클럽에 5-0 대승을 거두었다. 그의 첫 번째 골은 Goal.com의 독자들에 의해 "이 주의 골 (10월 25일-31일)" 로 선정되었다. 2010년 11월 29일, 비야는 처음으로 "엘클라시코"에 참전하였고, 이 캄 노우 홈경기에서 2골을 득점하며 바르셀로나에 5-0 승리를 가져다 주었다. 경기에 대해, 그는 "매우 중요한 경기에서의 승리였습니다. 우리는 승리를 목표로 삼았고, 그것을 달성하였습니다. 결과와 그를 달성하는 과정에 대해, 더 이상의 질문 할 수 없습니다."라고 평가하였다. 그는 이후 바르셀로나가 5-0으로 이긴 레알 소시에다드전에서 한골을 추가하였다. 그는 에스파뇰 전에서 멀티골을 성공시키며 바르셀로나의 5-1 승리를 도왔다.
2010년 12월 27일, 비야는 미국 스포츠 아카데미에 의해 같은 스페인 국적의 라파엘 나달과 전 수상자 매니 파퀴아오를 제치고 "올해의 남자 스포츠 선수"로 선정되었다.
2011년 5월 28일, 비야는 23미터 거리에서 공 궤적을 꺾으며 팀의 3번째 골을 기록하였고, 바르셀로나는 맨체스터 유나이티드와의 UEFA 챔피언스리그 2010-11 결승전에서 3-1로 이겼다. 이 경기에서의 승리 이후, 비야는 이 승리를 "가족, 딸들 그리고 조카같은 페페 레이나의 딸들에게" 바치겠다고 말하였다.

#### 2011-12 시즌
비야는 과달라하라와 클럽 아메리카와의 프리시즌 친선경기 득점으로 시작하였다. 그의 이 시즌 첫 경기는 레알 마드리드와의 수페르코파 데 에스파냐 2011 1차전으로, 비야는 이 경기에서 "월드-클래스" 득점을 하며 바르셀로나가 에스타디오 산티아고 베르나베우 원정에서 2-2 무승부를 확정짓도록 하였으나, 3-2로 이긴 2차전의 막판에 비야는 메수트 외질과의 다툼 이후 퇴장당하였다. 2011년 9월 17일, 오사수나와의 경기에서 비야는 2골에 공헌하였고, 호베르시우의 자책골을 유도하였고, 바르셀로나는 팜플로나 연고의 클럽은 8-0으로 짓밟았다. 요코하마에서 열린 알 사드와의 클럽 월드컵 경기에서, 그는 정강이 골절 부상을 당하였다. 그는 의사로부터 6개월 결장의 진단을 받았고, 그 결과 2011-12 시즌 바르셀로나의 잔여 경기와 스페인 국가대표팀의 UEFA 유로 2012 결장이 불가피해졌다.

#### 2012-13 시즌
8개월 동안 축구를 하지 못한 비야는 2012년 8월 11일, 2-0으로 승리한 디나모 부쿠레슈티와의 경기에서 73분에 교체 투입되며 마침내 복귀하였다. 8일 후, 비야는 2011년 12월 이래에 처음으로 공식 경기에 출전하였는데, 그는 페드로와 교체 투입되어 바르셀로나의 첫 라 리가 경기에 출전하였고, 필드 위에 들어서면서 기립 박수를 받았다. 그는 입장 7분만에 득점자 명단에 이름을 올렸고, 팀은 레알 소시에다드에게 5-1로 이겼다.
밀란과의 챔피언스리그 16강전에서, 비야는 바르셀로나의 3번째 골을 삽입하며 4-0 승리를 도왔고, 팀은 2골차 열세를 뒤집고 8강에 진출하였다. 다음 라운드에서, 비야는 파리 생제르맹을 상대로 페드로의 동점골을 어시스트하였고, 팀은 준결승전에 진출하였으나, 결국 준결승전에서 바이에른 뮌헨에게 패하며 탈락하였다.
다비드 비야는 시즌 대부분을 부상 재활 목적으로 후보 교체 출전으로 마쳤다. 그에도 불구하고, 그는 39경기 출전 16골을 기록하는데 성공하였고, 그 결과 스페인 국가대표의 2013년 FIFA 컨페더레이션스컵 엔트리에 발탁되었다.

### 아틀레티코 마드리드
2013년 7월 8일, 바르셀로나는 €5.1M의 낮춘 가격에 비야의 아틀레티코 마드리드 이적에 합의했다고 발표하였다. 2013년 8월 21일, 그는 친정팀 바르셀로나와의 수페르코파 데 에스파냐 2013 1차전에서 데뷔전 출전과 동시에 1호골을 오른발 발리슛으로 득점하였다. 2014년 3월 8일, 비야는 셀타 비고를 상대로 첫 멀티골을 득점하였다.

## 국가대표팀 경력

### 2006년 FIFA 월드컵
전 U-21 국가대표팀 일원으로, 비야는 2005년 2월 9일, 루이스 아라고네스의 부름을 받아 에스타디오 델 메디테라네오에서 열린 산마리노와의 2006년 FIFA 월드컵 예선전에서 국가대표팀 경기에 처음으로 출전하였고, 스페인이 5-0으로 이겼고, 국가대표팀 1호골은 슬로바키아와의 월드컵 예선전 막판 동점골이었다.
그는 발렌시아에서 성공적인 시즌을 보낸 후, 스페인의 2006년 FIFA 월드컵 23인 최종 엔트리에 발탁되었다. 스페인의 대회 첫 경기이자 비야의 월드컵 데뷔전은 4-0 낙승을 거둔 우크라이나전으로, 비야는 이 경기에서 멀티골을 기록하였고, 프랑스와의 16강전에서는 스페인의 1-0 선제골을 득점하였으나, 1-3으로 역전패하였다. 그와 페르난도 토레스는 이 대회에서 각 3골씩 득점하며 스페인의 공동 최다 득점자로 이름을 올렸다.

### UEFA 유로 2008
"우리는 서로를 잘 보완해냅니다. 우리는 필드 안에서나 밖에서나 잘 지냅니다. 우리는 좋은 짝을 이룹니다. 우리는 수비를 쫓으며, 압력을 가하고 서로 기회를 창출해 냅니다. 우리는 협동으로 잘 해냅니다." 
2006년 말을 기점으로, 비야는 라울의 국가대표팀 퇴출 이후 루이스 아라고네스 전술의 핵심이 되었다. 스페인의 UEFA 유로 2008 본선행에 큰 영향을 끼친 그는 6골을 득점하였는데, 이 중 한골은 리히텐슈타인전에서의 오버헤드 킥이었다. 그는 본선전을 앞두고 차출되었고, 그는 토레스와 공격 듀오를 이루었으며, 그의 골 세레머니에는 토레스가 자주 동참하였다. 그는 4-1로 이긴 러시아와의 경기에서 해트트릭을 성공하였고, 그는 2000년의 파트릭 클라위버르트 이래 UEFA 유럽 축구 선수권 대회에서 해트트릭을 기록한 첫 선수이자, 대회 역사상 통산 7번째 해트트릭을 기록한 선수가 되었다. 3번째 득점 후, 그는 당시 벤치를 지키던 토레스를 만나러 가 세레머니를 펼쳤고, "저는 막 해트트릭을 득점하였고, 저에 대해 말할 것이라 알고 있으나, 저는 토레스의 도움을 받았으며, 그도 저의 도움을 받는다는 것을 알려주고 싶었습니다." 라며 인터뷰하였다. 2-1로 이긴 스웨덴과의 다음 경기에서, 그는 92분에 결승골을 터뜨렸다. 그리스와의 다음 경기에서 휴식을 취한 후, 그는 승부차기에서 4-2로 승리한 이탈리아와의 8강전에서 선발로 출전하였고, 비야는 첫 번째 키커로 나서 페널티를 성공시켰다.
스페인의 24년만의 첫 준결승전에서, 스페인은 조별 리그에서 상대한 러시아와 재회하였으나, 경기 초반에 비야는 프리킥을 찬 후 허벅지 부상을 당하였고, 세스크 파브레가스와 교체되어 나갔다. 이 부상으로 인해 그는 1-0으로 이기고 스페인의 두 번째 UEFA 유럽 축구 선수권 대회 우승을 차지한 독일과의 결승전에 결장하게 되었다. 결승전과 준결승전 대부분을 결장하였음에도 불구하고, 비야는 4경기에 출전하여 4골을 넣으며 득점왕에 무난히 등극하였고 골든 부트를 획득하였다. 그는 동료 공격수인 토레스와 함께 UEFA 유로 2008 올스타 팀에 이름을 올렸다.

### 2009년 FIFA 컨페더레이션스컵과 2010년 FIFA 월드컵 예선전
"저는 카카나 크리스티아누 호날두보다 다비드 비야를 선호합니다." 
스페인의 2010년 FIFA 월드컵 예선전 첫 상대는 보스니아 헤르체고비나로, 비야는 이 경기에서 1-0 결승골을 득점하였다. 그는 이어지는 스페인의 세 경기에서 4골을 득점하였는데, 이 중 한 골은 벨기에를 상대로 기록한 막판 결승골이었다. 그는 칠레와의 친선경기에서 또다시 득점하며 2008년 국제 경기에서 12골을 기록하며 라울이 1999년에 기록한 10골의 기록을 갈아치웠다. 비야는 2-0으로 이긴 잉글랜드와의 친선경기로 2009년을 시작하였고, 이 골로 그는 6경기 연속 득점의 기록을 세우며 텔모 사라와 라실로 쿠벌러가 기록한 기록을 경신하였다. 이 골에 대해 그는 "저는 이 득점에 대해 행복합니다. 사실은, 제가 TV를 통해 보고 싶습니다. 이 기록은 매우 마음에 듭니다. 몇년 전까지만 해도 제가 이 기록을 달성할 것이라는 것은 상상도 못하였습니다. 저는 매우 자랑스럽고, 계속해서 기록을 경신하고 싶습니다." 라고 인터뷰하였다.

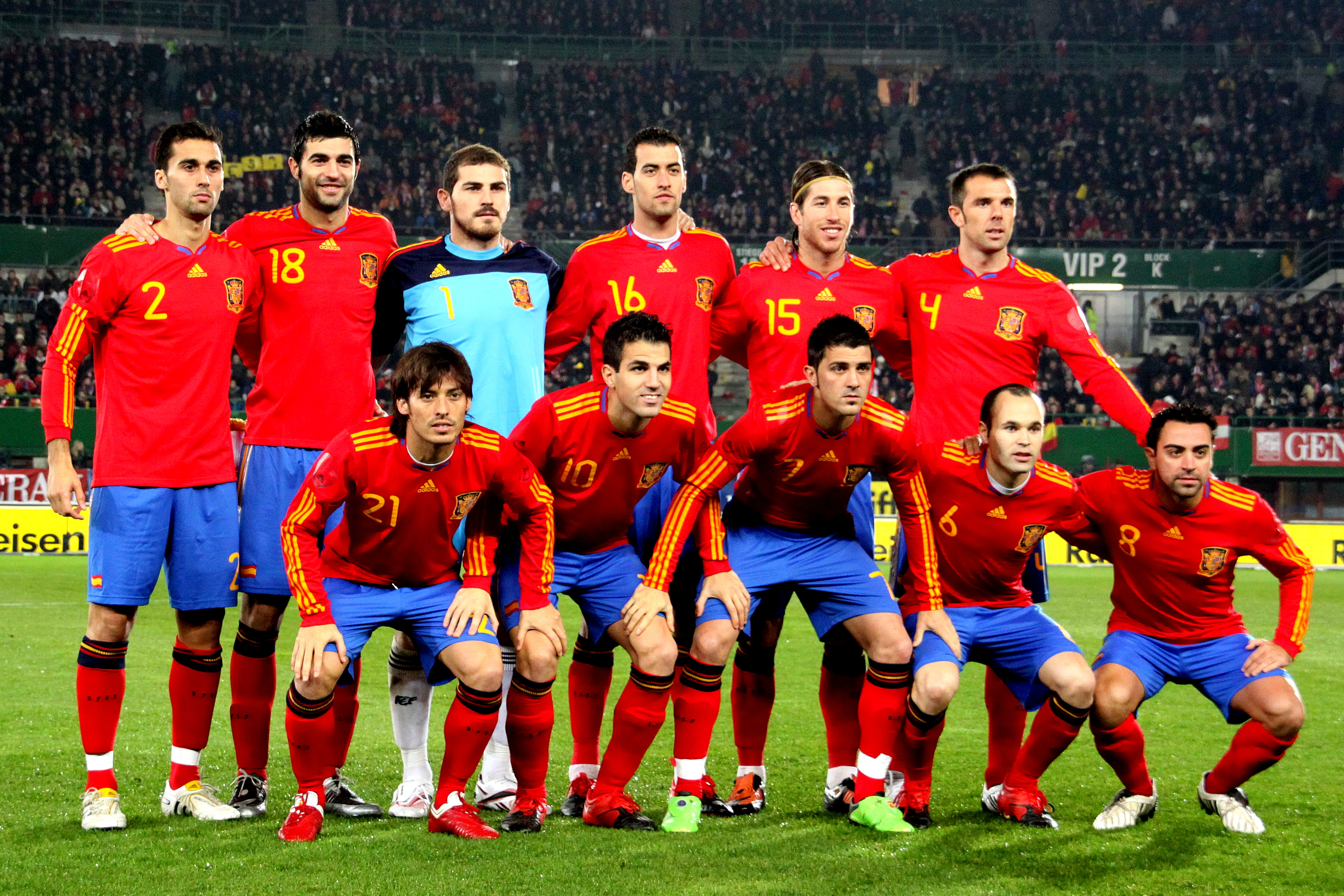
오스트리아와의 경기를 앞둔 비야 (7번) 와 스페인 국가대표팀

2009년 6월 1일, 비센테 델 보스케는 2009년 FIFA 컨페더레이션스컵을 앞두고 비야를 23인 엔트리에 포함시켰다. 대회 직전의 친선 경기인 아제르바이잔과의 경기에서, 비야는 국가대표팀 2호 해트트릭을 달성하였는데, 이는 유로 2008에서 러시아를 상대로 해트트릭을 기록한 이래 정확히 1년에 가까운 시간 내에 기록되었다. 그는 5-0으로 이긴 뉴질랜드와의 컨페더레이션스컵 데뷔전에서 스페인의 마기막 득점을 성공시켰고, 다음 경기에서 수비적으로 나선 이라크를 상대로 결승골을 뽑아냈다. 남아프리카 공화국과의 경기에서, 그는 페널티킥을 실축하였으나, 몇분 후 스페인의 선제골을 득점하며 만회하였고, 파블로 에르난데스와 교체되어 들어간 뒤, 이 경기에서의 승리로 최다 연승과 최다 연속 무패 기록과 동률을 이루었다. 이 골은 그의 대회 마지막 골이었으나, 그는 2009년 FIFA 컨페더레이션스컵 브론즈 슈를 가져갔으며, 올스타 팀에도 이름을 올렸다.
비야는 3-2로 승리한 마케도니아 공화국과의 친선경기에서 50번째 국가대표팀 출전 기록을 세웠다.
2009년 9월 5일, 비야는 라코루냐에서 진행된 벨기에와의 월드컵 예선전에서 2어시스트와 함께 스페인 국가대표 골 기록에 2골을 추가하였다. 5-0 스페인의 승리로 끝난 이 경기에서, 비야는 30세의 바리 골키퍼 장프랑수아 질레에게 페널티킥이 막혔다. 그는 스페인이 작년에 유로를 우승했던 에른스트 하펠 슈타디온에서 열린 오스트리아와의 경기에서 2009년의 국가대표팀 6호 멀티골을 성공시켰다. 이 경기에서 2골을 추가한 비야는 작년에 그가 기록한 스페인 국가대표팀의 1년 최다 득점 기록과 동률을 이루었다. 스페인의 2010년 첫 경기는 스타드 드 프랑스에서의 프랑스전이었다. 비야는 스페인이 2-0으로 이긴 이 경기에서 선제골을 득점하였다.

### 2010년 FIFA 월드컵
2010년, 그는 IFFHS에 의해 "2010년 국제 경기 세계 최다 득점자"의 명단 맨 위에 이름을 올렸고, 그는 비센테 델 보스케에 의해 2010년 FIFA 월드컵의 23인 엔트리에 발탁되었다. 2010년 5월 29일, 2년 전에 유로 2008 기간 동안 러시아를 상대로 해트트릭을 기록하였던 티볼리 노이에서 열린 사우디아라비아와의 친선 경기에서, 비야는 스페인의 첫골을 득점하며 3-2 승리에 일조하였다. 대한민국과의 다음 친선경기에서 골 사냥에 실패한 비야는 6-0으로 이긴 폴란드와의 경기에서 제일 먼저 득점자 명단에 이름을 올렸고, 폴란드는 50년만에 최악의 패배를 당하였다.

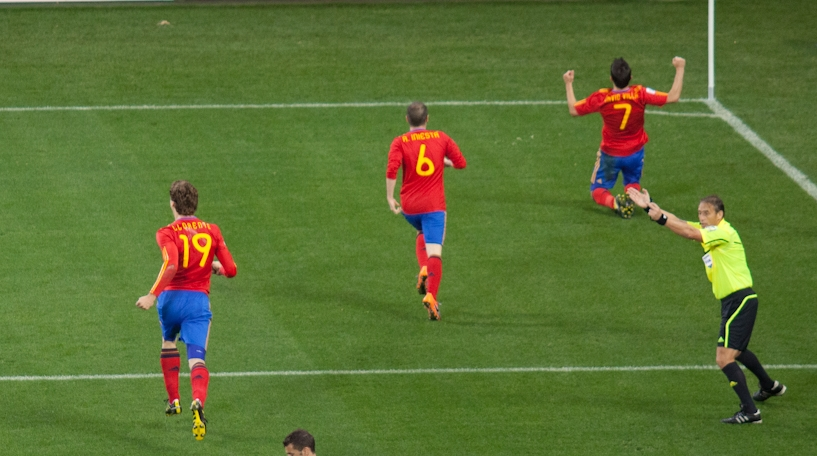
포르투갈전에서 페르난도 요렌테, 안드레스 이니에스타와 함께 자신의 골을 자축하는 다비드 비야

스페인의 2010년 월드컵의 첫 경기에서 비야는 스피어헤드 공격수로 출전하였으나, 스위스전의 충격패를 막지 못하였다. 닷세 후, 스페인은 온두라스에 2-0 승리를 거두는 과정에 비야가 두 골을 모두 득점하였으나, 페널티킥 기회를 잡았을 때 골포스트 바깥 옆으로 차내면서 해트트릭 기회를 날려버렸다. 스페인은 이 경기에서 월드컵에서 14번의 시도만에 페널티킥을 실축하였다. 같은 경기에서 비야는 그의 발을 밟은 에밀리오 이사기레 온두라스 선수에 따귀를 때린 것으로 적발되었다. 비야는 이 당시 일에 대해 "부끄럽다"고 말하였으나, 징계는 면하였다. 비야는 2-1로 이긴 칠레전에서 선제골을 득점하며 스페인의 16강행을 결정지었는데, 그는 클라우디오 브라보 칠레 골키퍼가 토레스의 득점을 막기 위해 나오자 장거리 슛으로 텅 빈 골대 안으로 공을 밀어넣었다. 이 골은 비야의 FIFA 월드컵 통산 6번째 골로, 그는 월드컵 통산 5회의 득점을 기록한 에밀리오 부트라게뇨, 페르난도 이에로, 페르난도 모리엔테스, 그리고 라울 곤살레스를 넘어선 스페인의 월드컵 역대 최다 득점자가 되었다.
스페인은 16강전에서 포르투갈을 상대하였는데, 비야는 또다시 팀 승리에 핵심이 되었는데, 샤비의 힐패스를 받은 안드레스 이니에스타의 패스를 쇄도하여 받아냈고, 비야는 에두아르두에게 첫 슈팅을 막힌 뒤 리바운드한 공을 낚아채 다시 쏘아 골네트를 갈랐고, 이 골로 스페인은 파라과이와의 8강전에 진출하게 되었고, 이 경기에서 비야는 골포스트를 강타한 페드로의 리바운드를 받아 또다시 결승골을 득점하였다. 8강전에서도, 비야의 골이 승패를 갈랐고, 1-0 승리로 종료되었고, 스페인은 독일과 준결승전에서 재회하였고, 이 경기에서는 스페인이 카를레스 푸욜의 결승골로 또다시 1-0 승리를 낚아챘다.
비야는 네덜란드와의 결승전에서 선발로 출전하였고, 그는 근거리에서 득점할 기회를 잡았으나, 욘 헤이팅아에 의해 막혔다. 비야는 106분에 토레스와 교체되어 나갔다. 스페인은 이 경기에서 1-0으로 승리하며 월드컵을 우승하였고, 비야는 토마스 뮐러와 마찬가지로 5골을 기록하였으나, 뮐러가 더 많은 어시스트를 기록하면서 골든슈를 쟁취하였고, 비야는 실버슈를 가져갔다. 비야는 FIFA 월드컵 올스타 팀에 이름을 올렸다.

### UEFA 유로 2012 예선전과 UEFA 유로 2012 본선 낙마
스페인의 UEFA 유로 2012 예선전 첫 상대는 리히텐슈타인으로, 2010년 9월 3일에 열린 이 경기에서 비야는 팀의 2번째 골을 득점하며, 4-0 승리에 공헌하였다. 이 골로 인해 그는 라울이 기록한 44골과 동률을 이룬 것으로 보였으나, 앞서 6-0으로 이긴 폴란드와의 경기에서 비야의 선제골이 다리우시 두트카의 자책골이었는지에 대한 많은 토론이 오갔고, FIFA는 결국 폴란드전에서 비야가 기록한 골을 두드카의 자책골로 수정하였고, 그에 따라 비야의 국가대표팀 득점 횟수는 43회로 유지되었다. 2010년 10월 12일, 그는 햄던 파크에서의 스코틀랜드전에서 페널티킥을 성공시키며 마침내 라울의 기록과 동률을 이루었으며, 스페인은 스코틀랜드를 3-2로 무찔렀다.
2011년 3월 25일, 비야는 체코와의 UEFA 유로 2012 예선전에서 멀티골을 기록하며 스페인에게 2-1 승리를 안겨주었고, 같은 시기에 그는 라울의 스페인 국가대표팀 역다 최다 득점 기록을 깼다. 이 업적에 대해 "이 골들은 현역 기간 동안의 모든 팀 동료, 모든 감독, 모든 동료와 친구에게 바칩니다... 그러나, 오래전 저는 친구인 페페 레이나에게 라울의 기록을 넘어설때 득점한 골을 바칩니다." 라고 말하였다.
2011년 9월 7일, 비야는 6-0으로 이긴 리히텐슈타인과의 경기에서 2골을 득점하며 스페인의 UEFA 유로 2012 본선 진출을 확정지었다. 스페인의 마지막 유로 2012 예선전 경기인 스코틀랜드전에서, 비야는 국가대항전 50호골을 달성하였고, 스페인은 스코틀랜드에게 3-1 승리를 거두었다. 같은 경기에서 비야는 처음으로 스페인 축구 국가대표팀 주장 완장을 착용하였다.
비야는 7골로 예선 I조 최다 득점자가 되었으나, 2011년 12월에 정강뼈 골절로 인해 비센테 델 보스케에게 본선에서 활약할 만큼 회복하지 못했다고 전하면서 UEFA 유로 2012 본선 엔트리에 낙마했다. 그는 트위터로 "저는 회복에 힘썼으나, 유로 본선까지 100% 상태로 활약할 수 없습니다. 저는 델 보스케 감독님께 전했죠. 그것이 정직함입니다." 델 보스케는 비야를 엔트리에 포함시키길 원하였고, 그에게 회복할 수 있는 시간을 최다한 많이 주었다.

### 2013년 FIFA 컨페더레이션스컵과 2014년 FIFA 월드컵 예선전
스페인의 UEFA 유로 2012 우승 후, 다비드 비야는 회복을 마치고 스페인 국가대표팀에 다시 차출되었다. 그는 사우디아라비아와의 친선경기에 53분에 교체 출전하여 오랜만에 국제 경기에 출전하였고, 출전 10분만에 득점에 성공하였다.
2013년 6월 3일, 비센테 델 보스케는 비야를 2013년 FIFA 컨페더레이션스컵의 23인 엔트리에 포함시켰고, 그는 10-0으로 승리한 타히티와의 경기에서 이 대회에서 기록한 3골을 쏟아부었다.

### 라울의 스페인 국가대표팀 7번을 계승하다

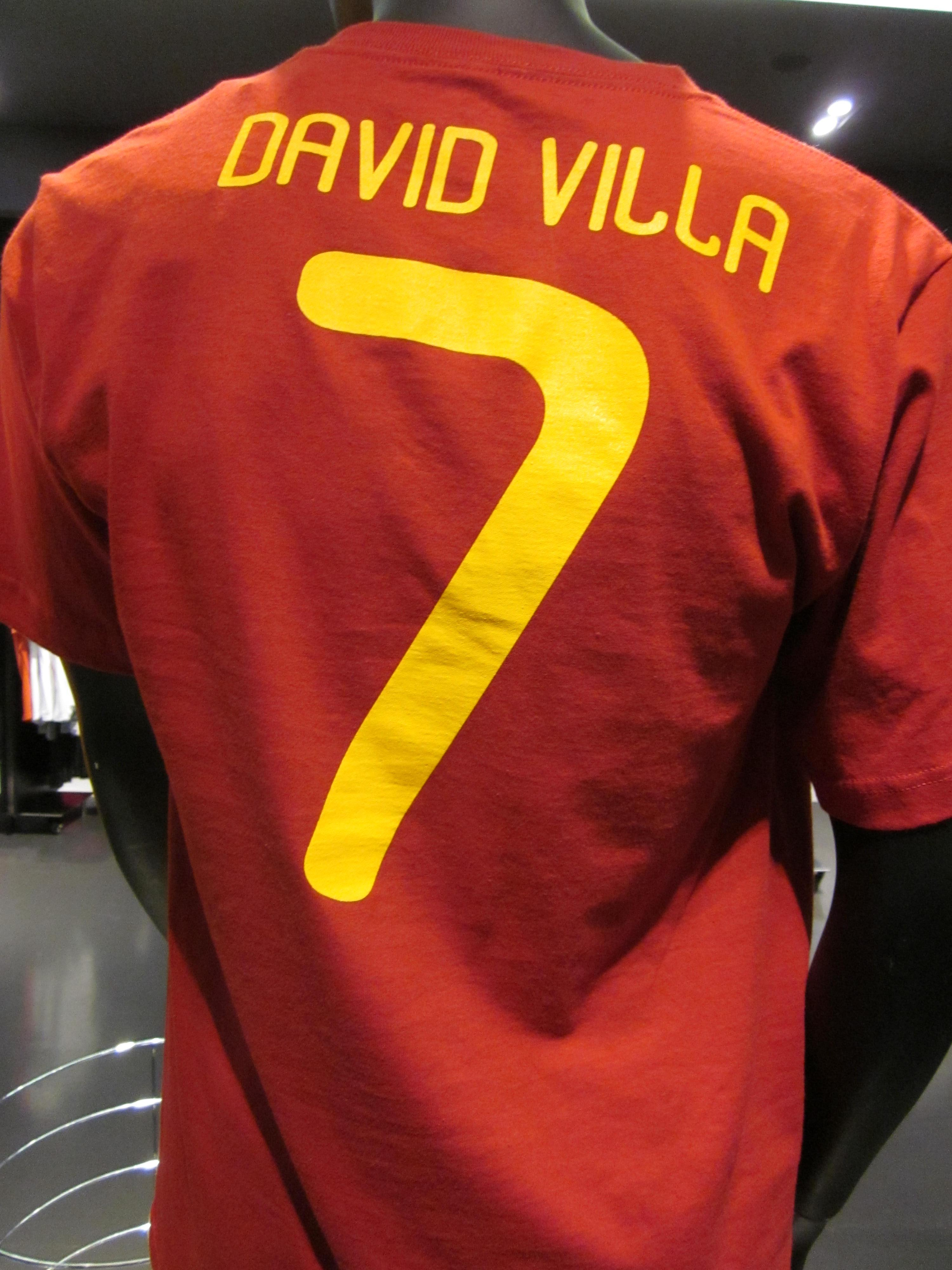
비야는 스페인 국가대표팀에서 라울의 7번을 계승했다.

스페인 언론들은 비야를 라울과 자주 비교하는데, 그 이유는 비야가 등번호 7번을 전 레알 마드리드 선수로부터 가져간 데에 있었다. 2009년 3월, 비야는 "저는 그 누군가로부터 아무것도 가져가지 않았으며, 저는 제 클럽과 국가대표팀에서의 선전으로 감독으로부터 기회를 받은 것입니다. 등번호에 관해 너무나도 많은 말이 나왔습니다. 저는 어느 논란도 만들어 내고 싶지 않습니다. 사실, 라울과 저는 국가대표팀에 같이 차출된 적도 있습니다. 저는 그 누군가를 나가도록 지시하지 않았습니다." 라고 말하였다. 라울의 스쿼드 제외에 대해 그에게 큰 논란과 의혹이 제기되자, 그는 "저는 이것이 우리 둘에게 피해를 주어 이 일을 좋게 보지 않습니다. 우리는 국가대표팀에서 만날 때마다 같이 잘 지냈고, 그래서 별로 신경 쓰지 않습니다. 저는 그냥 열심히 노력합니다. 제가 원하는 것은 국가대표팀의 매 경기마다 차출되어, 스페인 국가대표 마크를 달고 최대한 많은 골을 넣는 것이 제가 유일하게 원하는 것입니다.
2010년 2월, 라울이 비야의 레알 마드리드 이적을 원치 않았는지, 베언트 슈스터에게 의문이 제기되었고, 슈스터는 "감기 들었다"며 답하여 그의 발언이 루머가 진실인 것처럼 많은 사람들이 믿도록 야기하였다. 비야는 그것에 대해 "경기장 안팎으로 더 높은 클래스를 갖춘 선수인 라울이 저에 대해 부적절한 발언을 하는 것은 불가능합니다. 저는 라울과 국가대표팀 차출 당시 별로 많이 만나보지는 못했지만, 좋은 관계를 맺었습니다." 라고 비웃었다.
라울의 스페인 국가대표팀의 최다 득점 기록에 대해 비야는 "저는 불과 25골밖에 득점하지 못하였으나, 그는 44골이나 득점하였고, 아직 현역입니다. 저는 그 정도로 많은 득점을 하기 원하고, 국가대표팀에게 오랜 기간동안 위대한 승리를 안기고, 저도 [득점자 명단] 이름을 올리길 원하고 또다른 신성들이 저에게 도전하길 원합니다. 그것은 훌륭한 일입니다." 라고 말하였다. 2011년 3월 25일, 인터뷰에서 최다 득점에 대해 언급한지 2년이 지난 후, 비야는 라울의 스페인 국가대표팀 최다 득점 기록을 갈아치웠다.

## 사생활
2003년, 비야는 청소년기까지 축구선수로 활동하였으며, 유년 시절부터 가까이 지내던 파트리시아 곤살레스와 결혼하였다. 현재 둘 사이에 3명의 아이를 두고 있다: 자이다, 올라야, (파트리시아의 가까운 친구이자 페르난도 토레스의 집사람 이름을 땄다.) 그리고 루카. 이 세 아이의 이름은 그의 아디다스 F50 축구화에 새겨져 있으며; 한쪽에는 스페인의 국기가, 다른 한쪽에는 아스투리아스의 깃발이 새겨져 있다.
그의 축구 우상들은 루이스 엔리케와 키니이다.
비야는 자선활동에 자주 참가한다. 그는 UNICEF의 자선 활동에 자주 참가하였다.
2008년 7월을 기점으로, "다비드 비야 캠프"가 연례로 개최되었고, 이 행사에서 아이들은 축구 선수들로부터 훈련을 받는다. 비야 또한 아이들과의 훈련 세션에 참가하고 있다.
비야는 비디오게임 FIFA 07의 스페인판 박스 표지 모델이다.

### 음악
2010년, 그는 그래미상 후보로 선정된 스페인의 가수 아나 토로하와 함께 엘 울티모 데 라 필라의 "반동" (Insurrection) 을 불렀다. 이 녹화 작업은 말리에 예술 및 교육 학교를 짓기 위한 자금을 모으는 보세스 X1FIN (Voces X1FIN) 자선 사업을 위해 제작되었다. 비야는 축구선수들이 "사회의 표본으로 이 프로젝트에 참가할 필요가 있으며, 우리는 도움이 절실한 사람을 도울 수 있습니다." 라고 의견을 표하였다.

## 경력 통계

### 클럽
2014년 4월 6일 기준
| 클럽                | 시즌      | 리그 | 리그 | 리그     | 컵   | 컵 | 컵       | 유럽 | 유럽 | 유럽     | 합계 | 합계 | 합계     |
| 클럽                | 시즌      | 출장 | 골   | 어시스트 | 출장 | 골 | 어시스트 | 출장 | 골   | 어시스트 | 출장 | 골   | 어시스트 |
| ------------------- | --------- | ---- | ---- | -------- | ---- | -- | -------- | ---- | ---- | -------- | ---- | ---- | -------- |
| 스포르팅 히혼 B     | 1999–2000 | 30   | 12   | 0        | —    | —  | —        | —    | —    | —        | 30   | 12   | —        |
| 스포르팅 히혼 B     | 2000–01   | 35   | 13   | 0        | —    | —  | —        | —    | —    | —        | 35   | 13   | —        |
| 스포르팅 히혼 B     | 합계      | 65   | 25   | 0        | 0    | 0  | 0        | 0    | 0    | 0        | 65   | 25   | —        |
| 스포르팅 히혼       | 2000–01   | 1    | 0    | 0        | —    | —  | —        | —    | —    | —        | 1    | 0    | —        |
| 스포르팅 히혼       | 2001–02   | 40   | 18   | 0        | 4    | 2  | 0        | —    | —    | —        | 44   | 20   | —        |
| 스포르팅 히혼       | 2002–03   | 39   | 20   | 0        | 1    | 0  | 0        | —    | —    | —        | 40   | 20   | —        |
| 스포르팅 히혼       | 합계      | 80   | 38   | 0        | 5    | 2  | 0        | 0    | 0    | 0        | 85   | 40   | —        |
| 사라고사            | 2003–04   | 38   | 17   | 6        | 8    | 4  | 1        | —    | —    | —        | 46   | 21   | 7        |
| 사라고사            | 2004–05   | 35   | 15   | 5        | 1    | 2  | 0        | 10   | 3    | 2        | 46   | 20   | 7        |
| 사라고사            | 합계      | 73   | 32   | 11       | 9    | 6  | 1        | 10   | 3    | 2        | 92   | 41   | 14       |
| 발렌시아            | 2005–06   | 35   | 25   | 8        | 4    | 2  | 0        | 1    | 1    | 0        | 40   | 28   | 8        |
| 발렌시아            | 2006–07   | 36   | 15   | 12       | 2    | 0  | 2        | 11   | 5    | 3        | 49   | 20   | 17       |
| 발렌시아            | 2007–08   | 30   | 18   | 7        | 6    | 1  | 2        | 7    | 3    | 2        | 43   | 22   | 11       |
| 발렌시아            | 2008–09   | 33   | 28   | 6        | 2    | 1  | 0        | 5    | 1    | 1        | 40   | 30   | 7        |
| 발렌시아            | 2009–10   | 32   | 21   | 5        | 2    | 0  | 1        | 11   | 7    | 4        | 45   | 28   | 10       |
| 발렌시아            | 합계      | 166  | 107  | 38       | 16   | 4  | 5        | 35   | 17   | 10       | 217  | 128  | 53       |
| FC 바르셀로나       | 2010–11   | 34   | 18   | 10       | 6    | 1  | 0        | 12   | 4    | 2        | 52   | 23   | 12       |
| FC 바르셀로나       | 2011–12   | 15   | 5    | 2        | 3    | 1  | 0        | 6    | 3    | 1        | 24   | 9    | 3        |
| FC 바르셀로나       | 2012–13   | 28   | 10   | 6        | 5    | 5  | 2        | 7    | 1    | 1        | 40   | 16   | 9        |
| FC 바르셀로나       | 합계      | 77   | 33   | 15       | 14   | 7  | 0        | 25   | 8    | 4        | 116  | 48   | 17       |
| 아틀레티코 마드리드 | 2013–14   | 30   | 13   | 5        | 4    | 2  | 0        | 7    | 0    | 0        | 38   | 15   | 3        |
| 아틀레티코 마드리드 | 합계      | 30   | 13   | 3        | 4    | 2  | 0        | 4    | 0    | 0        | 38   | 15   | 3        |
| 경력 합계           | 경력 합계 | 491  | 247  | 71       | 48   | 21 | 8        | 77   | 28   | 16       | 613  | 297  | 87       |

### 국가대표팀

#### 국가대표팀 통계
2013년 6월 20일 기준
| 국가대표팀 | 클럽       | 연도      | 친선경기 | 친선경기 | 주요 대회 | 주요 대회 | 합계 | 합계 | 합계 |
| 국가대표팀 | 클럽       | 연도      | 출장     | 골       | 출장      | 골        | 출장 | 골   | 비율 |
| ---------- | ---------- | --------- | -------- | -------- | --------- | --------- | ---- | ---- | ---- |
| 스페인     | 사라고사   | 2004–05   | 0        | 0        | 1         | 0         | 1    | 0    | 0    |
| 스페인     | 발렌시아   | 2005–06   | 5        | 1        | 7         | 4         | 12   | 5    | 0.42 |
| 스페인     | 발렌시아   | 2006–07   | 4        | 1        | 7         | 6         | 11   | 7    | 0.64 |
| 스페인     | 발렌시아   | 2007–08   | 4        | 2        | 8         | 4         | 12   | 6    | 0.5  |
| 스페인     | 발렌시아   | 2008–09   | 4        | 5        | 10        | 8         | 14   | 13   | 0.93 |
| 스페인     | 발렌시아   | 2009–10   | 6        | 4        | 9         | 7         | 15   | 11   | 0.73 |
| 스페인     | 바르셀로나 | 2010–11   | 6        | 1        | 5         | 4         | 11   | 5    | 0.42 |
| 스페인     | 바르셀로나 | 2011–12   | 3        | 1        | 3         | 3         | 6    | 4    | 0.67 |
| 스페인     | 바르셀로나 | 2012–13   | 4        | 2        | 5         | 3         | 8    | 5    | 0.63 |
| 경력 합계  | 경력 합계  | 경력 합계 | 36       | 17       | 55        | 39        | 91   | 56   | 0.62 |

#### 국가대표팀 득점 기록
2013년 6월 20일 기준
| 다비드 비야의 국가대표팀 득점 기록 | 다비드 비야의 국가대표팀 득점 기록 | 다비드 비야의 국가대표팀 득점 기록                                | 다비드 비야의 국가대표팀 득점 기록 | 다비드 비야의 국가대표팀 득점 기록 | 다비드 비야의 국가대표팀 득점 기록 | 다비드 비야의 국가대표팀 득점 기록 |
| #                                  | 날짜                               | 경기장                                                            | 상대                               | 점수                               | 결과                               | 대회                               |
| 2005–2006                          | 2005–2006                          | 2005–2006                                                         | 2005–2006                          | 2005–2006                          | 2005–2006                          | 2005–2006                          |
| ---------------------------------- | ---------------------------------- | ----------------------------------------------------------------- | ---------------------------------- | ---------------------------------- | ---------------------------------- | ---------------------------------- |
| 1.                                 | 2005년 11월 16일                   | 테헬네 폴레, 브라티슬라바, 슬로바키아                             | 슬로바키아                         | 1–1                                | 1–1                                | 2006년 FIFA 월드컵 예선            |
| 2.                                 | 2006년 3월 1일                     | 에스타디오 호세 소리야, 바야돌리드, 스페인                        | 코트디부아르                       | 1–1                                | 3–2                                | 친선경기                           |
| 3.                                 | 2006년 6월 13일                    | 첸트랄슈타디온, 라이프치히, 독일                                  | 우크라이나                         | 2–0                                | 4–0                                | 2006년 FIFA 월드컵                 |
| 4.                                 | 2006년 6월 13일                    | 첸트랄슈타디온, 라이프치히, 독일                                  | 우크라이나                         | 3–0                                | 4–0                                | 2006년 FIFA 월드컵                 |
| 5.                                 | 2006년 6월 27일                    | AWD 아레나, 하노버, 독일                                          | 프랑스                             | 1–0                                | 1–3                                | 2006년 FIFA 월드컵                 |
| 2006–2007                          |                                    |                                                                   |                                    |                                    |                                    |                                    |
| 6.                                 | 2006년 9월 2일                     | 에스타디오 누에보 비베로, 바다호스, 스페인                        | 리히텐슈타인                       | 2–0                                | 4–0                                | UEFA 유로 2008 예선                |
| 7.                                 | 2006년 9월 2일                     | 에스타디오 누에보 비베로, 바다호스, 스페인                        | 리히텐슈타인                       | 3–0                                | 4–0                                | UEFA 유로 2008 예선                |
| 8.                                 | 2006년 9월 6일                     | 윈저 파크, 벨파스트, 북아일랜드                                   | 북아일랜드                         | 1–2                                | 3–2                                | UEFA 유로 2008 예선전              |
| 9.                                 | 2006년 10월 11일                   | 에스타디오 누에바 콘도미나, 무르시아, 스페인                      | 아르헨티나                         | 2–1                                | 2–1                                | 친선경기                           |
| 10.                                | 2007년 3월 24일                    | 에스타디오 산티아고 베르나베우, 마드리드, 스페인                  | 덴마크                             | 2–0                                | 2–1                                | UEFA 유로 2008 예선                |
| 11.                                | 2007년 6월 6일                     | 라인파르크 슈타디온, 파두츠, 리히텐슈타인                         | 리히텐슈타인                       | 0–1                                | 0–2                                | UEFA 유로 2008 예선                |
| 12.                                | 2007년 6월 6일                     | 라인파르크 슈타디온, 파두츠, 리히텐슈타인                         | 리히텐슈타인                       | 0–2                                | 0–2                                | UEFA 유로 2008 예선                |
| 2007–2008                          |                                    |                                                                   |                                    |                                    |                                    |                                    |
| 13.                                | 2008년 3월 26일                    | 에스타디오 마누엘 마르티네스 발레로, 엘체, 스페인                 | 이탈리아                           | 1–0                                | 1–0                                | 친선경기                           |
| 14.                                | 2008년 5월 31일                    | 누에보 콜롬비노, 우엘바, 스페인                                   | 페루                               | 1–0                                | 2–1                                | 친선경기                           |
| 15.                                | 2008년 6월 10일                    | 티볼리 노이, 인스부르크, 오스트리아                               | 러시아                             | 1–0                                | 4–1                                | UEFA 유로 2008                     |
| 16.                                | 2008년 6월 10일                    | 티볼리 노이, 인스부르크, 오스트리아                               | 러시아                             | 2–0                                | 4–1                                | UEFA 유로 2008                     |
| 17.                                | 2008년 6월 10일                    | 티볼리 노이, 인스부르크, 오스트리아                               | 러시아                             | 3–0                                | 4–1                                | UEFA 유로 2008                     |
| 18.                                | 2008년 6월 14일                    | 티볼리 노이, 인스부르크, 오스트리아                               | 스웨덴                             | 1–2                                | 1–2                                | UEFA 유로 2008                     |
| 2008–2009                          |                                    |                                                                   |                                    |                                    |                                    |                                    |
| 19.                                | 2008년 9월 6일                     | 에스타디오 누에바 콘도미나, 무르시아, 스페인                      | 보스니아 헤르체고비나              | 1–0                                | 1–0                                | 2010년 FIFA 월드컵 예선            |
| 20.                                | 2008년 9월 10일                    | 에스타디오 카를로스 벨몬테, 알바세테, 스페인                      | 아르메니아                         | 2–0                                | 4–0                                | 2010년 FIFA 월드컵 예선            |
| 21.                                | 2008년 9월 10일                    | 에스타디오 카를로스 벨몬테, 알바세테, 스페인                      | 아르메니아                         | 3–0                                | 4–0                                | 2010년 FIFA 월드컵 예선            |
| 22.                                | 2008년 10월 11일                   | A. 레 코크 아레나, 탈린, 에스토니아                               | 에스토니아                         | 0–2                                | 0–3                                | 2010년 FIFA 월드컵 예선            |
| 23.                                | 2008년 10월 15일                   | 보두앵 국왕 경기장, 브뤼셀, 벨기에                                | 벨기에                             | 1–2                                | 1–2                                | 2010년 FIFA 월드컵 예선            |
| 24.                                | 2008년 11월 19일                   | 에스타디오 엘 마드리갈, 비야레알, 스페인                          | 칠레                               | 1–0                                | 3–0                                | 친선경기                           |
| 25.                                | 2009년 2월 11일                    | 에스타디오 라몬 산체스 피스후안, 세비야, 스페인                   | 잉글랜드                           | 1–0                                | 2–0                                | 친선경기                           |
| 26.                                | 2009년 6월 9일                     | 토피크 바흐라모프 경기장, 바쿠, 아제르바이잔                      | 아제르바이잔                       | 1–0                                | 6–0                                | 친선경기                           |
| 27.                                | 2009년 6월 9일                     | 토피크 바흐라모프 경기장, 바쿠, 아제르바이잔                      | 아제르바이잔                       | 2–0                                | 6–0                                | 친선경기                           |
| 28.                                | 2009년 6월 9일                     | 토피크 바흐라모프 경기장, 바쿠, 아제르바이잔                      | 아제르바이잔                       | 3–0                                | 6–0                                | 친선경기                           |
| 29.                                | 2009년 6월 14일                    | 로열 바포켕 스타디움, 루스텐버그, 남아프리카 공화국               | 뉴질랜드                           | 5–0                                | 5–0                                | 2009년 FIFA 컨페더레이션스컵       |
| 30.                                | 2009년 6월 17일                    | 프리스테이트 스타디움, 블룸폰테인, 남아프리카 공화국              | 이라크                             | 1–0                                | 1–0                                | 2009년 FIFA 컨페더레이션스컵       |
| 31.                                | 2009년 6월 20일                    | 프리스테이트 스타디움, 블룸폰테인, 남아프리카 공화국              | 남아프리카 공화국                  | 1–0                                | 2–0                                | 2009년 FIFA 컨페더레이션스컵       |
| 2009–2010                          |                                    |                                                                   |                                    |                                    |                                    |                                    |
| 32.                                | 2009년 9월 5일                     | 에스타디오 데 리아소르, 라코루냐, 스페인                          | 벨기에                             | 2–0                                | 5–0                                | 2010년 FIFA 월드컵 예선            |
| 33.                                | 2009년 9월 5일                     | 에스타디오 데 리아소르, 라코루냐, 스페인                          | 벨기에                             | 5–0                                | 5–0                                | 2010년 FIFA 월드컵 예선            |
| 34.                                | 2009년 11월 18일                   | 에른스트 하펠 슈타디온, 빈, 오스트리아                            | 오스트리아                         | 1–2                                | 1–5                                | 친선경기                           |
| 35.                                | 2009년 11월 18일                   | 에른스트 하펠 슈타디온, 빈, 오스트리아                            | 오스트리아                         | 1–3                                | 1–5                                | 친선경기                           |
| 36.                                | 2010년 3월 3일                     | 스타드 드 프랑스, 생드니, 프랑스                                  | 프랑스                             | 0–1                                | 0–2                                | 친선경기                           |
| 37.                                | 2010년 5월 29일                    | 티볼리 노이, 인스브루크, 오스트리아                               | 사우디아라비아                     | 1–1                                | 3–2                                | 친선경기                           |
| 38.                                | 2010년 6월 21일                    | 엘리스 파크 스타디움, 요하네스버그, 남아프리카 공화국             | 온두라스                           | 1–0                                | 2–0                                | 2010년 FIFA 월드컵                 |
| 39.                                | 2010년 6월 21일                    | 엘리스 파크 스타디움, 요하네스버그, 남아프리카 공화국             | 온두라스                           | 2–0                                | 2–0                                | 2010년 FIFA 월드컵                 |
| 40.                                | 2010년 6월 25일                    | 로프터스 버스펠드 스타디움, 프리토리아, 남아프리카 공화국         | 칠레                               | 0–1                                | 1–2                                | 2010년 FIFA 월드컵                 |
| 41.                                | 2010년 6월 29일                    | 케이프타운 경기장, 케이프타운, 남아프리카 공화국                  | 포르투갈                           | 1–0                                | 1–0                                | 2010년 FIFA 월드컵                 |
| 42.                                | 2010년 7월 3일                     | 엘리스 파크 스타디움, 요하네스버그, 남아프리카 공화국             | 파라과이                           | 0–1                                | 0–1                                | 2010년 FIFA 월드컵                 |
| 2010–2011                          |                                    |                                                                   |                                    |                                    |                                    |                                    |
| 43.                                | 2010년 9월 3일                     | 라인파르크 슈타디온, 파두츠, 리히텐슈타인                         | 리히텐슈타인                       | 0–2                                | 0–4                                | UEFA 유로 2012 예선                |
| 44.                                | 2010년 10월 12일                   | 햄던 파크, 글래스고, 스코틀랜드                                   | 스코틀랜드                         | 0–1                                | 2–3                                | UEFA 유로 2012 예선전              |
| 45.                                | 2011년 3월 25일                    | 누에보 에스타디오 데 로스 카르메네스, 그라나다, 스페인            | 체코                               | 1–1                                | 2–1                                | UEFA 유로 2012 예선                |
| 46.                                | 2011년 3월 25일                    | 누에보 에스타디오 데 로스 카르메네스, 그라나다, 스페인            | 체코                               | 2–1                                | 2–1                                | UEFA 유로 2012 예선                |
| 47.                                | 2011년 6월 7일                     | 에스타디오 호세 안토니오 안소아테기, 푸에르토라크루스, 베네수엘라 | 베네수엘라                         | 0–1                                | 0–3                                | 친선경기                           |
| 2011–2012                          |                                    |                                                                   |                                    |                                    |                                    |                                    |
| 48.                                | 2011년 9월 6일                     | 에스타디오 라스 가우나스, 로그로뇨, 스페인                        | 리히텐슈타인                       | 5–0                                | 6–0                                | UEFA 유로 2012 예선                |
| 49.                                | 2011년 9월 6일                     | 에스타디오 라스 가우나스, 로그로뇨, 스페인                        | 리히텐슈타인                       | 6–0                                | 6–0                                | UEFA 유로 2012 예선                |
| 50.                                | 2011년 10월 11일                   | 에스타디오 호세 리코 페레스, 알리칸테, 스페인                     | 스코틀랜드                         | 3–0                                | 3–1                                | UEFA 유로 2012 예선                |
| 51.                                | 2011년 11월 15일                   | 에스타디오 나시오날 데 코스타리카, 산호세, 코스타리카             | 코스타리카                         | 2–2                                | 2–2                                | 친선경기                           |
| 2012–2013                          |                                    |                                                                   |                                    |                                    |                                    |                                    |
| 52.                                | 2012년 9월 7일                     | 에스타디오 무니시팔 데 파사론, 폰테베드라, 스페인                 | 사우디아라비아                     | 4–0                                | 5–0                                | 친선경기                           |
| 53.                                | 2012년 11월 14일                   | 에스타디오 로멜 페르난데스, 파나마시티, 파나마                    | 파나마                             | 2–0                                | 5–1                                | 친선경기                           |
| 54.                                | 2013년 6월 20일                    | 마라카낭, 리우데자네이루, 브라질                                  | 타히티                             | 4–0                                | 10–0                               | 2013년 FIFA 컨페더레이션스컵       |
| 55.                                | 2013년 6월 20일                    | 마라카낭, 리우데자네이루, 브라질                                  | 타히티                             | 5–0                                | 10–0                               | 2013년 FIFA 컨페더레이션스컵       |
| 56.                                | 2013년 6월 20일                    | 마라카낭, 리우데자네이루, 브라질                                  | 타히티                             | 7–0                                | 10–0                               | 2013년 FIFA 컨페더레이션스컵       |

- 참고: FIFA에 의하면 비야의 본래 38호골 (폴란드전에서 기록) 은 실제로 상대 선수의 자책골이었다. 당시 FIFA는 비야의 골로 판정을 내렸으나, 현재 FIFA 공식 웹사이트에는 이 골을 비야의 골 기록에서 삭제하였다.

## 수상
레알 사라고사
- 2003-04 코파 델 레이
- 2004년 수페르코파 데 에스파냐

 발렌시아 
- 2007-08 코파 델 레이

 바르셀로나
- 프리메라리가 : 2010-11, 2012-13
- 코파 델 레이 : 2011-12
- 수페르코파 데 에스파냐 : 2010, 2011
- UEFA 챔피언스리그 : 2010-11
- UEFA 슈퍼컵 : 2011
- FIFA 클럽 월드컵 : 2011

 아틀레티코 마드리드
- 프리메라리가 : 2013-14

 스페인
- UEFA 유로 2008 우승
- 2009년 FIFA 컨페더레이션스컵 3위
- 2010년 FIFA 월드컵 우승
- 2013년 FIFA 컨페더레이션스컵 준우승

개인
- 스페인 올해의 축구 선수 : 2005-06
- 사라 트로피 : 2005-06, 2006-07, 2008-09, 2009-10
- 미국 스포츠 아카데미 올해의 남자 스포츠 선수 : 2010
- UEFA 올해의 팀 : 2010
- FIFA/FIFPro 월드 베스트 XI : 2010
- FIFA 월드컵 올스타 팀 : 2010
- FIFA 월드컵 브론즈볼 : 2010
- FIFA 월드컵 실버 부트 : 2010
- UEFA 유럽 축구 선수권 대회 득점왕 : 2008
- UEFA 유럽 축구 선수권 대회 베스트 팀 : 2008
- FIFA 컨페더레이션스컵 브론즈슈 : 2009
- FIFA 컨페더레이션스컵 베스트 일레븐 : 2009
- UEFA 유로 2008 맨 오브 더 매치 : vs. 러시아, vs. 스웨덴 (이상 조별리그)
- 2010년 FIFA 월드컵 맨 오브 더 매치 : vs. 온두라스 (조별리그)
- 2014년 FIFA 월드컵 맨 오브 더 매치 : vs. 호주 (조별리그)

서훈 및 표창
- 2010년 아스투리아스공 상
- 2011년 로열 스포츠 공로 훈장 골드 메달(Royal Order of Sports Merit, Gold Medal)[171]

## 방송
- 2016년 SBS 《풋볼매거진 골!》(한국방송 첫 출연)

## 참고
1. ↑  코파 델 레이와 수페르코파 데 에스파냐 포함
2. ↑  UEFA 인터토토컵, UEFA컵, 그리고 UEFA 챔피언스리그 포함